# ウェストランド (ミシガン州)
ウェストランド（英: Westland）は、アメリカ合衆国ミシガン州のウェイン郡にある都市。人口は8万2314人（2014年推計）。デトロイト都市圏に属しており、デトロイト市中心街の西26kmに位置している。

## 政治

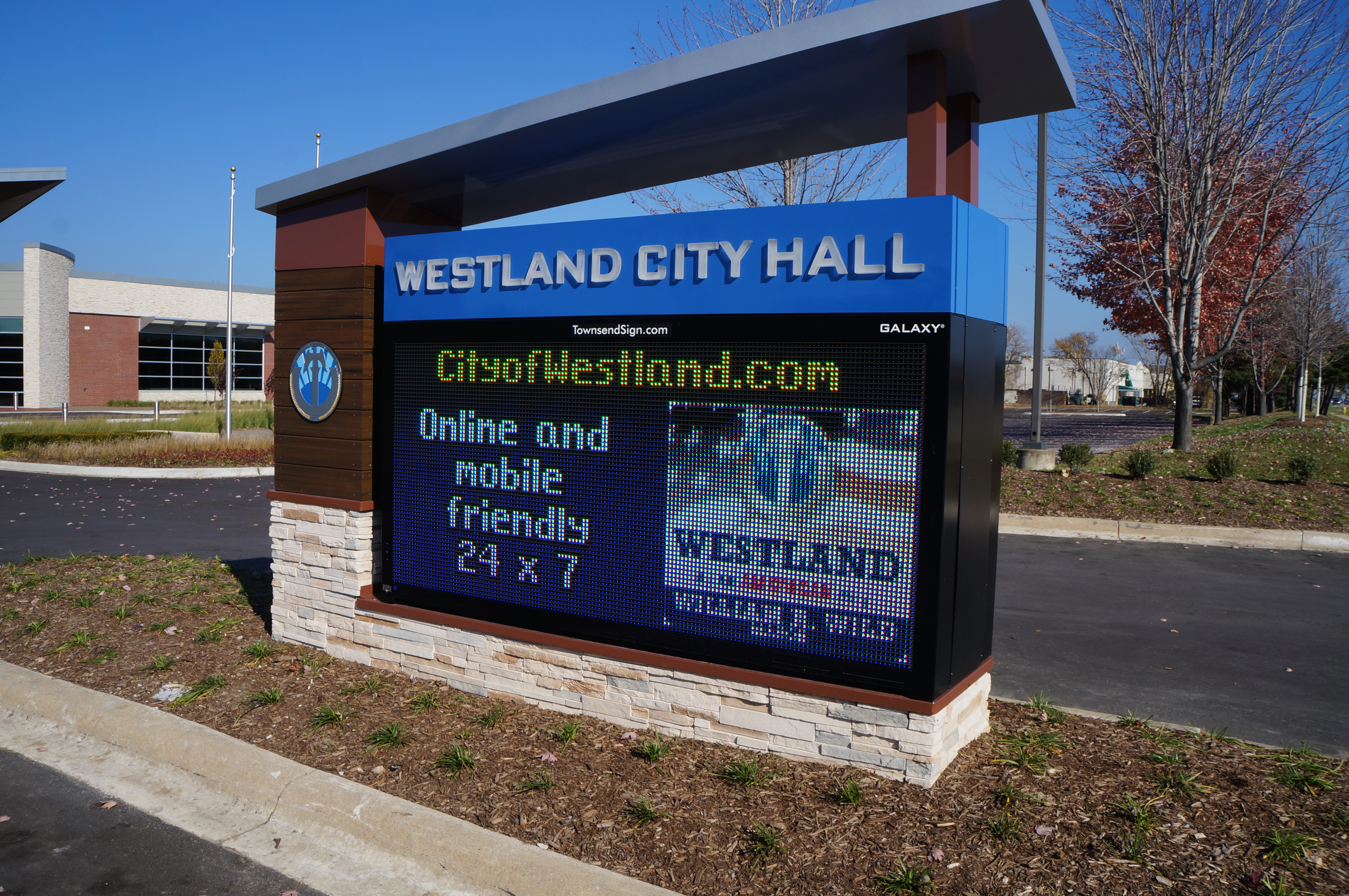
ウェストランド市役所の表示

2016年時点のウェストランド市長はウィリアム・ワイルドであり、2007年から現職である。市政委員会の議長を初めて務めていた2006年11月、前市長のサンドラ・A・シシレッリが第18地区裁判所判事に選出され、その後任にワイルドが指名された。ワイルドは2007年1月に就任し、それ以来市長職を続けている。
市の司法府ではサンドラ・A・フェレンス・シシレッリとマーク・A・マコーネルが務めている。シシレッリはウェストランド市の3権府全てに務めたことになった。市の立法府は市政委員会であり、7人の委員で構成されている。2016年時点の委員長はジェイムズ・ゴッドバウトである。委員の任期は4年間であるが、2年毎（奇数年）の選挙で4人が改選され、得票数上位3人が任期4年、得票数4位が任期2年間である。

## 歴史

### 開拓初期

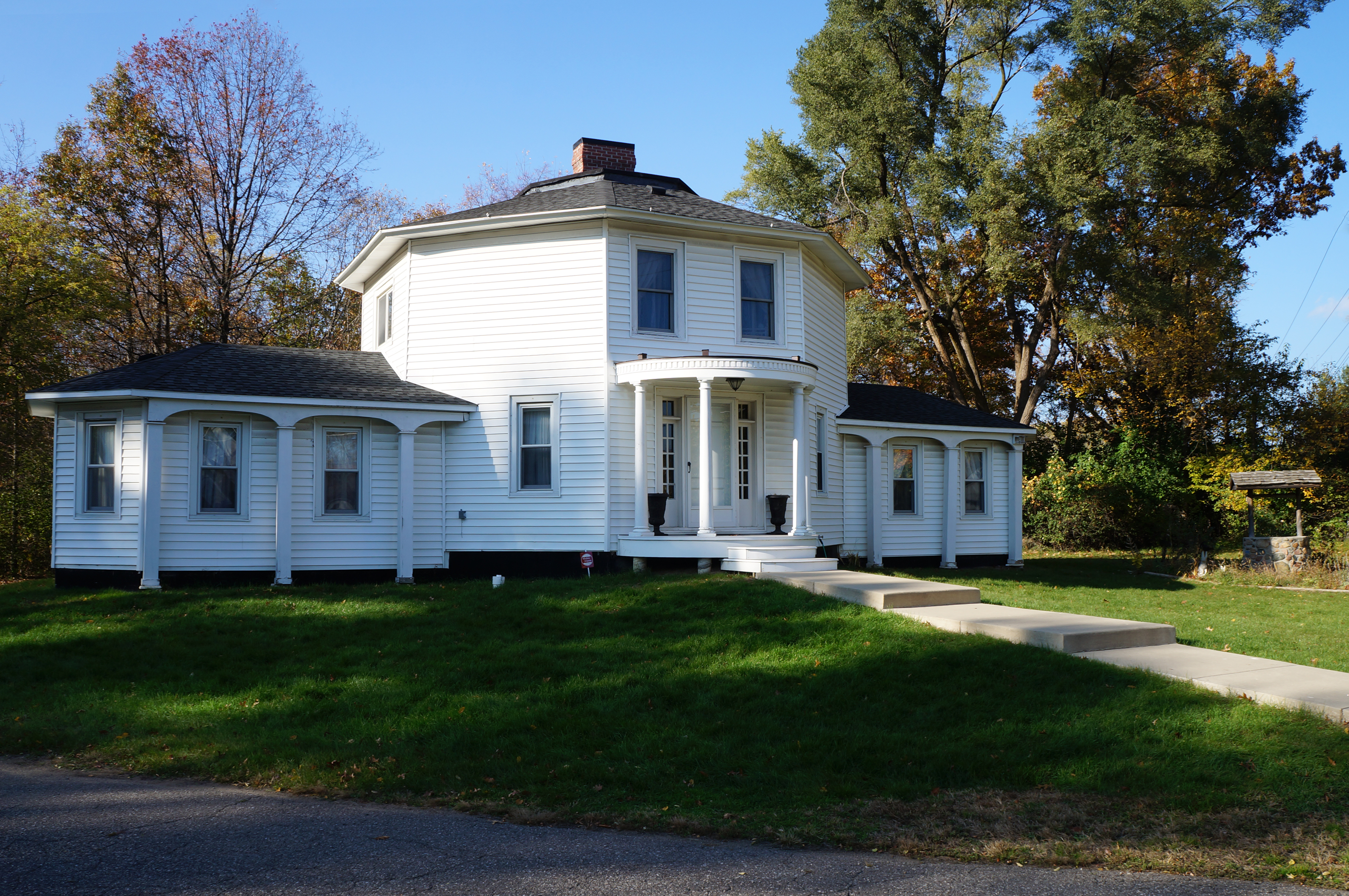
八角形邸宅、ウェストランド歴史公園の一部

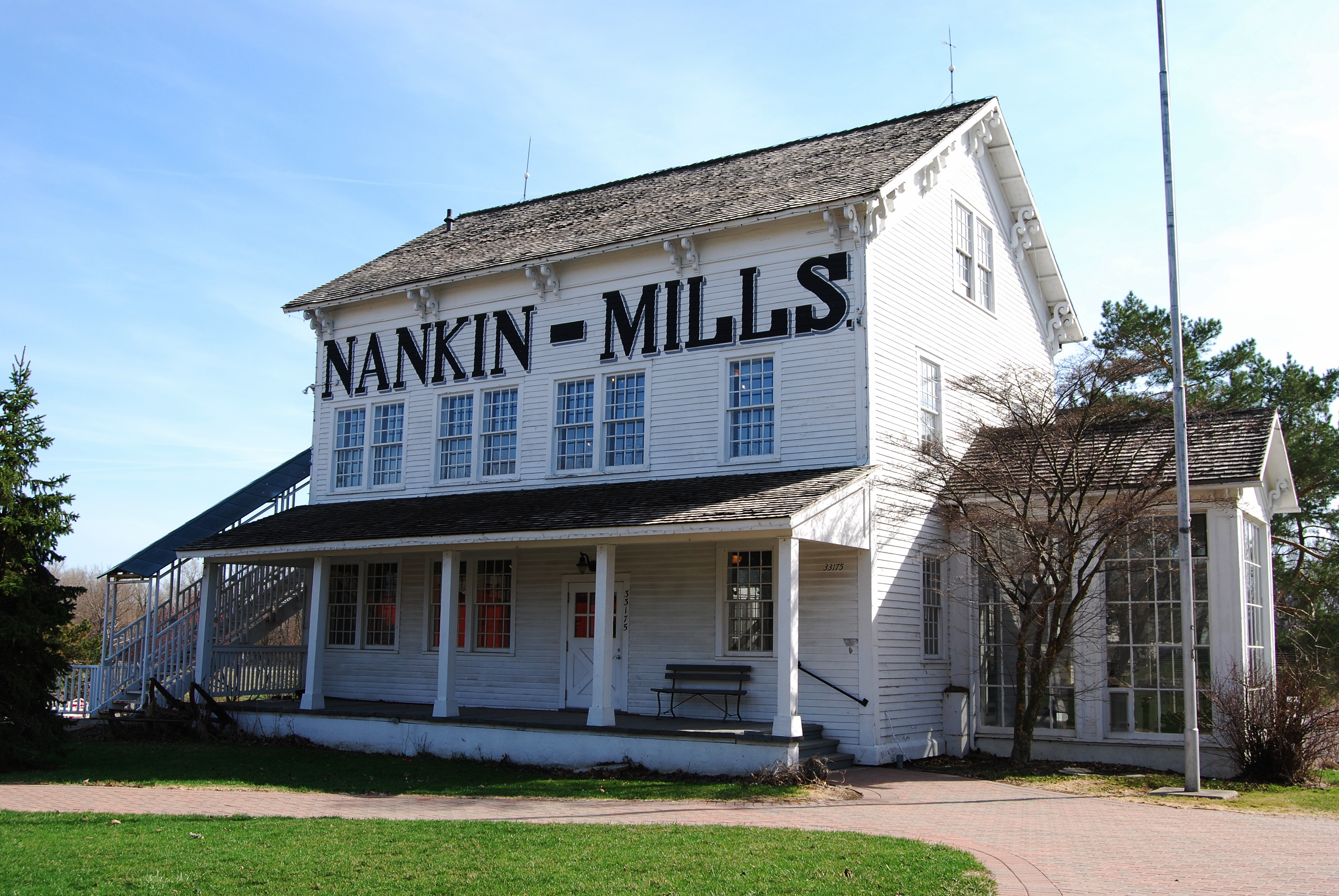
ナンキン・ミルズ

18世紀、ウェストランドとなった地域には、ポタワトミ族インディアンが住んでいた。他にもアルゴンキン語族の3部族がこの地域を猟場として使っていた。
ウェストランドと名付けられる以前に、幾つか別の名前が付けられていたことがあった。白人が入植を始めたのは1824年頃からだが、19世紀の初めに地域を通過し始めていた。
1827年、バックリン郡区が組織されたときに、現在のウェストランド、リボニア、ガーデンシティ、インクスター、ウェイン、ディアボーン、ディアボーンハイツの各市とレッドフォード郡区を含んでいた。
1829年10月20日、ミシガン準州議会の法により、バックリン郡区はリマ郡区とリッチランド郡区に分割された。しかし、当時の郵便法の下で地名に関する混乱があったために、リマは中国の南京市から名前を採ってナンキン郡区と改名された。またリッチランドはやはり中国の北京市からペキン郡区と名付けられたが、1833年にはレッドフォード郡区に再度変えられた。
1835年、ナンキン郡区がリボニア郡区から分離した。1869年、ウェインが村として法人化され、1960年には市になった。1927年、ガーデンシティが村として法人化され、1933年に市になった。インクスターは1926年に村、1964年に市になった。
1842年、アナーバー・トレイル33175にナンキン・ミルズが製粉所として建設され、かつてこの地域で農耕を行っていた農夫によって使われた。1916年、ヘンリー・フォードがこの工場を買収し、農夫がその農場から離れることなく、成長している自動車産業で働けるように工夫されたビレッジ・インダストリーズ・プロジェクトの一部として改修した。この工場は一度修復され、フォード・モーターのためにステンシルテンプレートを作るために使われた。最終的にフォードがこの工場をウェイン郡に売却し、この歴史ある建物はウェイン郡公園となり、地域の自然と文化的な歴史を展示する案内センターとなり、地域の行事も行われている。
1839年、郡の貧窮者のための家がグラシット・アベニューから市の南東外れにあるエロイーズに移されたときに、その歴史が始まった。後に結核患者を治療するサナトリウムに転用され、さらに1945年にはウェイン郡総合病院となった。1894年からはエロイーズという名前の郵便局もあった。
ノーウェイン地区は市内でも古い方の地区であり、65年以上存在してきた。この地区は第二次世界大戦直後に建設され、近くの工場で働く帰還兵の一時的な住居を提供した。2009年後半、ウェストランド市がこの歴史ある地域を急速に清掃し、修復し、再生させるために206万1千ドルを受け取った。これは刺激/再生基金を通じて出たものであり、2008年の地区安定化プログラムに割り当てられた。

### 近代史

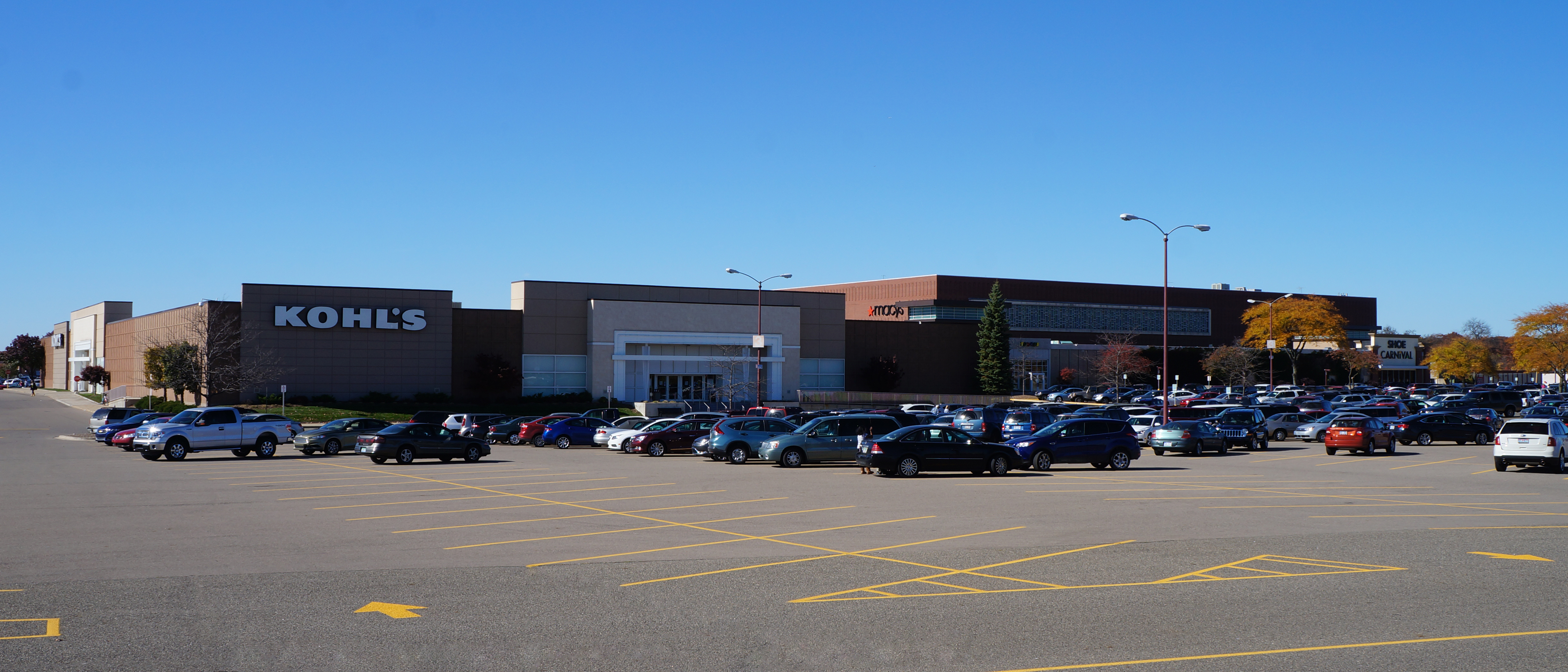
ウェストランド・センター

1960年までに、ナンキン郡区の人口が7万人に達し、世界でも最大級の郡区ということになった。1960年代初期、リボニア市が大型ショッピングセンターのウェストランド・ショッピングセンターが建設される、ナンキン郡区の部分を併合しようとした。このショッピングセンターは最終的に1965年に開店し、サウスフィールドのノースランド・モールと、ハーパーウッズのイーストランド・モールに合流した。リボニア市が併合しようと動いたことに反応したナンキン郡区の住民は、1966年5月16日、郡区の残っていた部分をウェストランド市に変更することを住民投票で決めた。当時、ウェイン郡では4番目に大きな市だった。

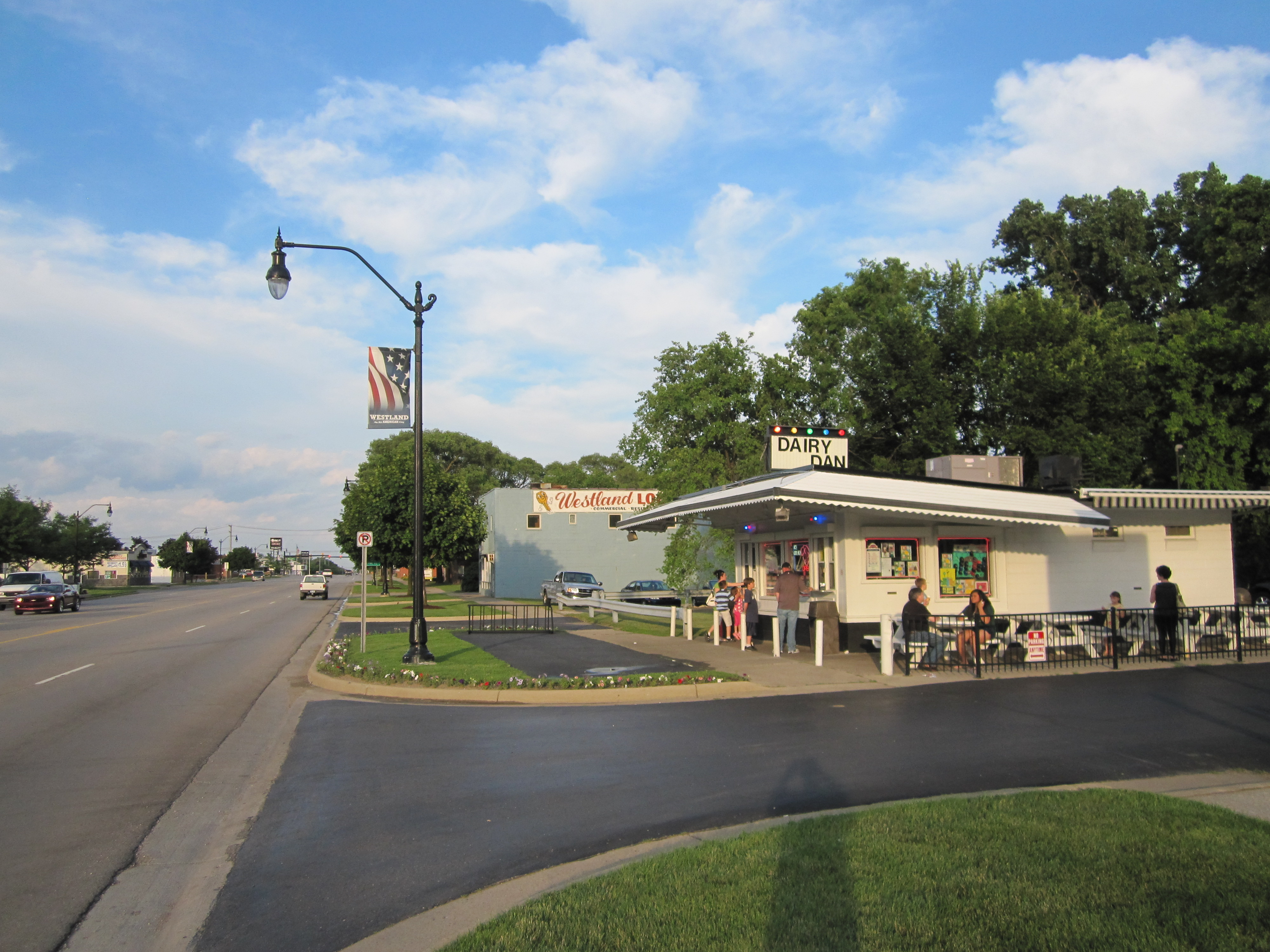
ウェストランド市中央部のフォード道路からの眺め

## 教育

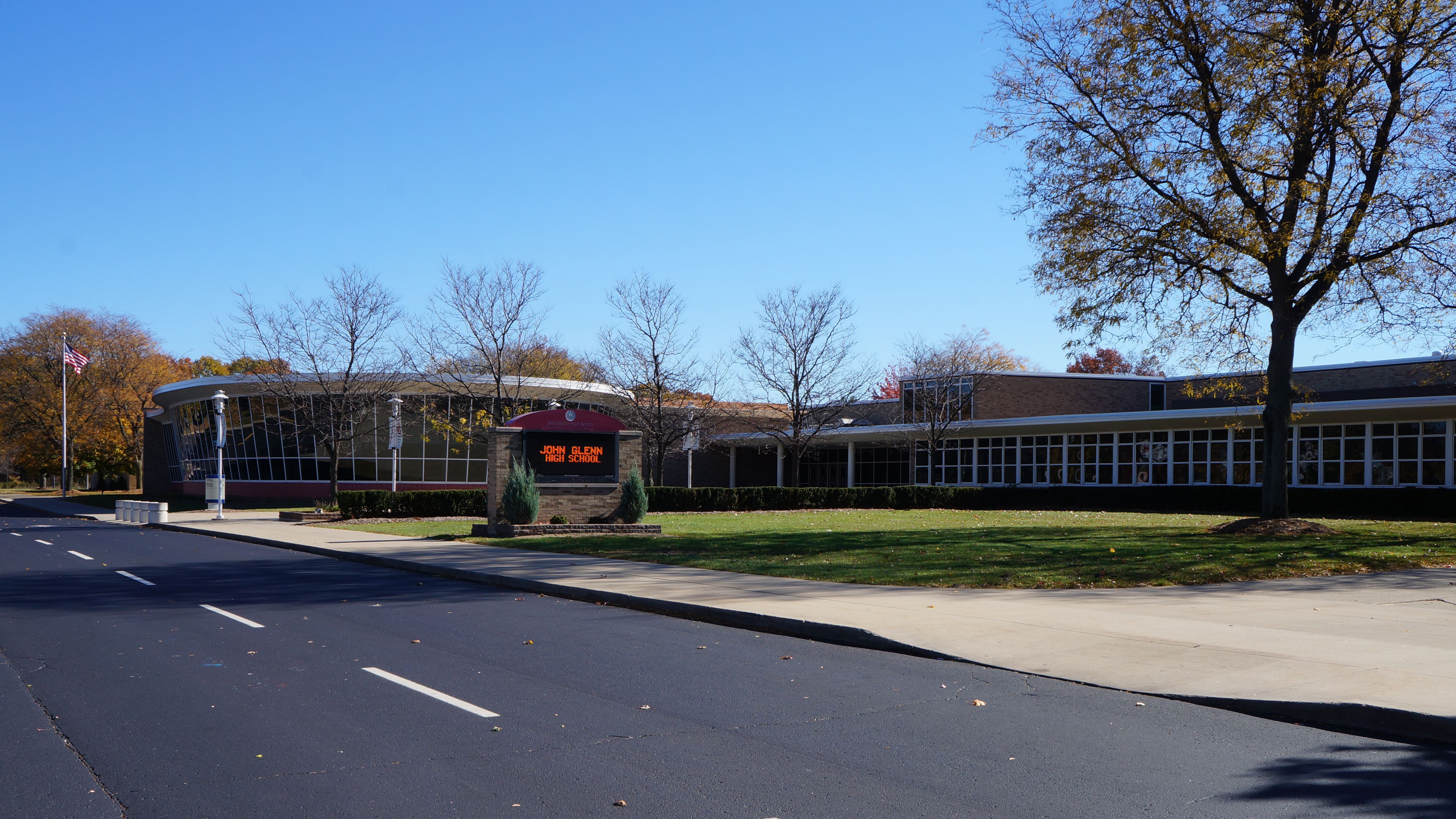
ジョン・グレン高校

ウェストランドとウェインの両市は、ウェイン・ウェストランド・コミュニティ教育学区を形成している。ウェストランド市内にはジョン・グレン高校、ティンカム・センターとウィリアム・D・フォード職業訓練センターの3高校、ウェイン市内にはウェイン記念高校がある。ウェストランドのウォーレン道路沿いには史跡となっているペリンスビル学校がある。ウェイン市内に住むほとんど全ての生徒はウェイン記念高校に入学することになり、その他ヴァンビューレン郡区、インクスター、ロミュラス、カントンとウェストランド南部の生徒が同校に入学する。ウェストランドの北部と中央部の生徒、さらに隣接するインクスターとカントンの孤立した領域の生徒はジョン・グレン高校に入学する。ウェストランドの最北部はリボニア公共教育学区に入っている。
2013年にインクスター教育学区が解体される以前にテイラー教育学区に入っていたウェストランドの一部は、テイラーにあるテイラーパークス小学校、フーバー中学校、ハリー・S・トルーマン高校に割り当てられる。
リボニア公共教育学区に入っている部分は、ウェストランドにあるヘイズ小学校、リボニアにあるローズデール、ガーフィールド、クリーブランドの各小学校（幼稚園から4年生）に割り当てられる。5年生と6年生はウェストランドのジョンソン上級小学校とクーパー上級小学校が割り当てられる。ウェストランドの生徒に対応するリボニアの中学校は、フロスト、エマーソン各中学校である。同様に高校はチャーチル高校とフランクリン高校がある。
ウェストランドの南東部には現在、ロミュラス・コミュニティ教育学区とテイラー教育学区に分割される部分があり、ここは以前インクスター教育学区に入っていたところである。ロミュラス・シニア高校はロミュラスの生徒に割り当てられた高校である。インクスターの生徒は以前、インクスター高校に入学していた。
チャータースクールとしてはユニバーサル・ラーニング・アカデミーがある。
私立学校:
- ヒューロンバレー・ルーテラン高校
- ウェストランド・ルーテラン高校

## 地理
アメリカ合衆国国勢調査局に拠れば、市域全面積は20.45平方マイル (52.97 km2)であり、このうち陸地20.43平方マイル (52.91 km2)、水域は0.02平方マイル (0.05 km2)で水域率は0.10%である。

## 人口動態

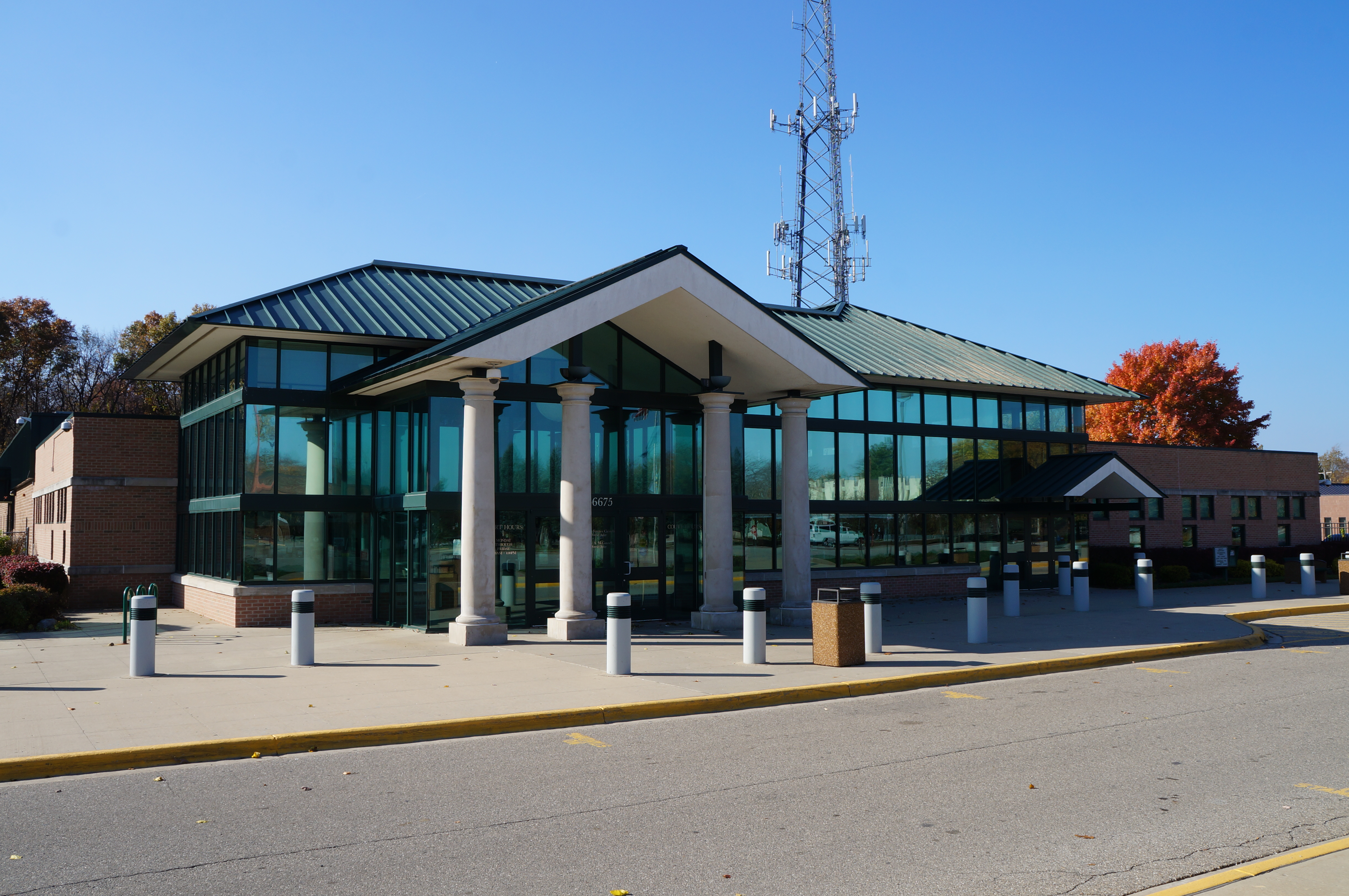
第18地区裁判所

### 2010年国勢調査
以下は2010年国勢調査による人口統計データである。
| 基礎データ - 人口: 84,094 人 - 世帯数: 35,886 世帯 - 家族数: 21,289 家族 - 人口密度: 1,589.3人/km2（4,116.2 人/mi2） - 住居数: 39,201 軒 - 住居密度: 740.9軒/km2（1,918.8 軒/mi2） 人種別人口構成 - 白人: 75.8% - アフリカン・アメリカン: 17.2% - ネイティブ・アメリカン: 0.5% - アジア人: 3.0% - その他の人種: 1.1% - 混血: 2.4% - ヒスパニック・ラテン系: 3.8% | 年齢別人口構成 - 18歳未満: 22.1% - 18-24歳: 9.5% - 25-44歳: 27.7% - 45-64歳: 26.6% - 65歳以上: 14% - 年齢の中央値: 38歳 - 性比（女性100人あたり男性の人口） - 総人口: 90.5 世帯と家族（対世帯数） - 18歳未満の子供がいる: 29.6% - 結婚・同居している夫婦: 37.5% - 未婚・離婚・死別女性が世帯主: 16.4% - 非家族世帯: 40.7% - 単身世帯: 34.3% - 65歳以上の老人1人暮らし: 12.5% - 平均構成人数 - 世帯: 2.31人 - 家族: 2.98人 |

### 2000年国勢調査
以下は2000年国勢調査による人口統計データである。
| 基礎データ - 人口: 86,602 人 - 世帯数: 36,533 世帯 - 家族数: 22,248 家族 - 人口密度: 1,635.1人/km2（4,234.9 人/mi2） - 住居数: 38,077 軒 - 住居密度: 718.9軒/km2（1,862.0 軒/mi2） 人種別人口構成 - 白人: 87.21% - アフリカン・アメリカン: 6.77% - ネイティブ・アメリカン: 0.46% - アジア人: 2.81% - 太平洋諸島系: 0.03% - その他の人種: 0.67% - 混血: 2.04% - ヒスパニック・ラテン系: 2.47% | 年齢別人口構成 - 18歳未満: 23.3% - 18-24歳: 9.0% - 25-44歳: 33.9% - 45-64歳: 20.6% - 65歳以上: 13.2% - 年齢の中央値: 35歳 - 性比（女性100人あたり男性の人口） - 総人口: 92.6 - 18歳以上: 89.6 世帯と家族（対世帯数） - 18歳未満の子供がいる: 28.6% - 結婚・同居している夫婦: 44.4% - 未婚・離婚・死別女性が世帯主: 12.1% - 非家族世帯: 39.1% - 単身世帯: 32.6% - 65歳以上の老人1人暮らし: 11.3% - 平均構成人数 - 世帯: 2.34人 - 家族: 3.00人 | 収入と家計 - 収入の中央値 - 世帯: 46,308米ドル - 家族: 55,323米ドル - 性別 - 男性: 45,111米ドル - 女性: 30,143米ドル - 人口1人あたり収入: 22,615米ドル - 貧困線以下 - 対人口: 6.8% - 対家族数: 4.7% - 18歳未満: 7.6% - 65歳以上: 6.9% |

## 市民サービス

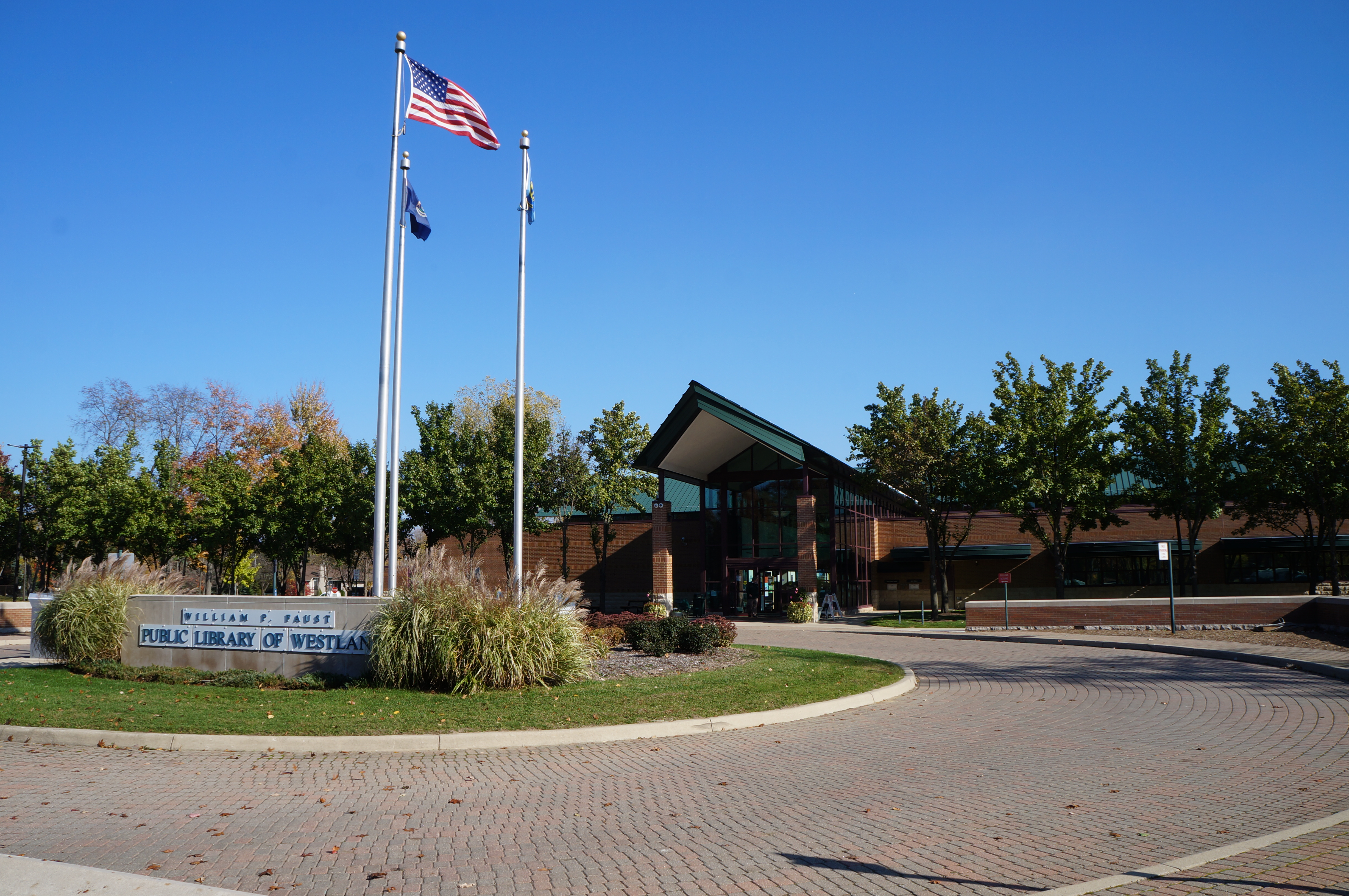
ウィリアム・P・ファウスト公共図書館

ウェストランドには常勤職員を抱える警察署と消防署がある。消防署は緊急医療サービス、防火防災、さらに特殊化救援チームが幾つかある。
ウェストランド公共図書館は書籍、雑誌、CD、プレイアウェイ、ビデオ、DVD、電子書籍を提供しており、参加者データベースを通じてアクセスできる。
2013年1月1日時点で、ウェストランド市公園とレクリエーション部はウェイン市公園とレクリエーション部と合併し、費用を節減できるような手配を行った。この両市合意により、ウェストランド市民がウェイン市のプールを市民料金で利用できるようにした。
ウェイン市とウェストランド市は、長い間市民サービスを共有する歴史があったので、2012年にその消防署も合併させた。これによって合わせて25万ドルを節減できることになった。88人の制服組消防士が年間15,000件以上の呼び出しに対応し、ミシガン州南東部では最も多忙な消防署となった。